# MacRuby
MacRuby — реализация языка программирования Ruby, который написан на Objective-C и фреймворке CoreFoundation и разработан компанией Apple Inc. и предназначен для замены RubyCocoa. Он базируется на версии Ruby 1.9 и использует высокопроизводительный компилятор начиная с версии 0.5.
MacRuby поддерживает Interface Builder и поставляется с библиотекой, называющейся HotCocoa, предназначенной для упрощения программирования под Cocoa. MacRuby также используется в качестве встраиваемого языка в приложениях на Objective-C.